# Atriplex canescens
Espèce
Atriplex canescens est une espèce de plantes de la famille des Amaranthacées originaire d'Amérique du Nord.